# La Marraine de Charley (pièce de théâtre)
Pour les articles homonymes, voir La Marraine de Charley.

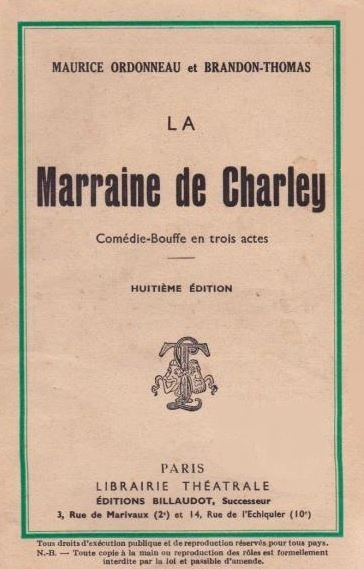
La Marraine de Charley de Brandon Thomas.

La Marraine de Charley (en anglais Charley's Aunt) est une farce ou comédie-bouffe en trois actes écrite par Brandon Thomas en 1892.

## Synopsis
L'histoire est centrée sur Lord Fancourt Babberley, un étudiant de premier cycle dont les amis Jack et Charley le persuadent de se faire passer pour la tante de ce dernier.
Les étudiants Charley et Jack ont désespérément besoin d'un chaperon pour un rendez-vous planifié avec leurs amies Amy et Kitty. Lorsque la future Donna Lucia d'Alvadorez, la tante brésilienne de Charley, n'arrive pas à temps, les deux persuadent leur ami Lord Fancourt Babberly (« Babbs ») de jouer le rôle déguisé en femme. La comédie de situation résultant de cette parodie est ce qui rend la pièce si attrayante.
Les complications de l'intrigue incluent l'arrivée de la vraie tante et les tentatives d'un chasseur de fortune âgé de courtiser la fausse tante. La pièce se termine avec trois couples de jeunes amants réunis, ainsi qu'un couple plus âgé - la vraie tante de Charley et le père veuf de Jack.

## Représentations internationales
La pièce a été jouée pour la première fois au Théâtre royal de Bury St Edmunds en février 1892. Elle a ensuite été jouée à Londres au Royalty Theatre le 21 décembre 1892 et rapidement transférée au plus grand Théâtre du Globe le 30 janvier 1893. La production a battu le record historique de la pièce la plus ancienne au monde, avec 1 466 représentations.
La pièce fut également un succès à Broadway en 1893, et à Paris, où elle connut d'autres longs métrages. La pièce a fait des tournées internationales et a été continuellement relancé et adapté pour des films et des comédies musicales.
L'adaptation française a été réalisée par l'écrivain Maurice Ordonneau en 1895.

## Adaptations cinématographiques
Plusieurs réalisateurs de différents pays ont produit une adaptation cinématographique de la pièce de Brandon Thomas.
- La Marraine de Charley, film muet américain de 1925 réalisé par Scott Sidney avec Sydney Chaplin.
- Charley's Aunt (Charleys tant), film suédois de 1926 réalisé par Elis Ellis ;
- La Marraine de Charley, film français réalisé par Pierre Colombier en 1935.
- La Marraine de Charley, film américain réalisé par Archie Mayo en 1941.
- La Marraine de Charley, film britannique réalisé par David Butler en 1952.
- La Marraine de Charley, film français réalisé par Pierre Chevalier en 1959.
- La Marraine de Charley, film autrichien réalisé par Géza von Cziffra en 1963.

## Télévision
- Charley’s Tante, une comédie télévisée allemande réalisée par Sönke Wortmann de 1996.
- Bonjour, je suis votre tante !, une comédie télévisée soviétique réalisée par Viktor Titov de 1975.